# 古川沼
古川沼（ふるかわぬま）は、岩手県陸前高田市にある潟湖。岩手県内最大の自然湖沼だが、過去には津波の影響を受け海と一体化することがあった。近年では平成23年（2011年）3月11日に発生した東北地方太平洋沖地震によって引き起こされた大津波の後、広田湾と古川沼を隔てていた砂州の多くが消滅し広田湾と一体となっていたが、現在は気仙川の河口付近で川に繋がる形で復興している。

## 古川沼の概要

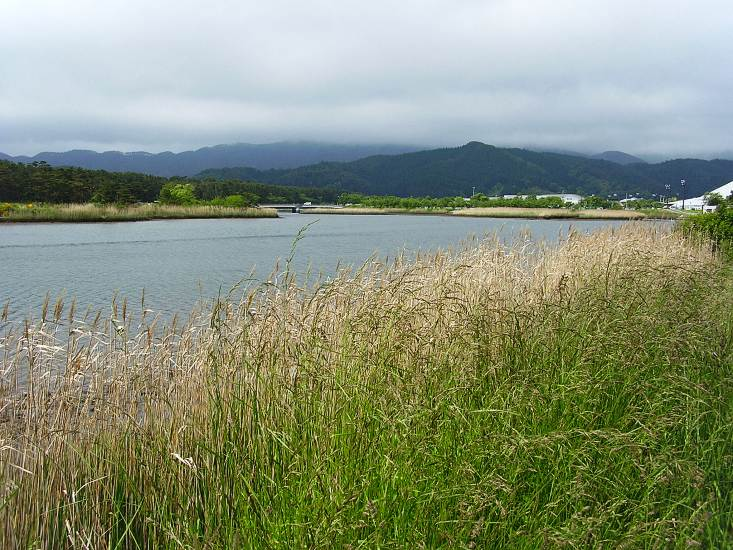
古川沼（大震災前、2009年）

古川沼は気仙川が広田湾に注ぐ付近に発達した幅約200－300メートルの砂州によって、広田湾の一部が閉塞されて形成された潟湖である。古川沼の北西部からは陸前高田の平野部と市街地を南北に縦断するように流れる二級河川の川原川が流入し、東部からは小泉川が流入し、更に高田下水路、長砂下水路という二本の下水路も古川沼に流入していた
。また気仙川の堤防が現在のような形に整備される以前は、洪水時に気仙川が古川沼に流入していた記録も残っている。
古川沼の西側から気仙川河口付近に繋がる水路があり、かつては潮の干満によって水路から海水が流入していた。近世になって陸前高田市の平野部に広がる水田の塩害を防ぐため、海水の流入を制限する水門が設けられたが、海水の流入そのものを止めたわけではなかった。海水の流入が見られた1970年代以前の古川沼は比較的水質が良く、シジミが生息し湖水浴も行なわれていた。しかしチリ地震津波によって大きな被害を受けた後、古川沼から海への水路に設けられた鉄製のゲートが閉じられることにより海水の流入が止まり、陸前高田市街地から生活排水の流入が続いたこともあって、古川沼は激しい水質汚染に見舞われるようになった。汚染が激しくなった古川沼の浄化を図るため様々な努力が重ねられた結果、水質の改善が見られるようになったが、平成23年（2011年）3月11日に発生した東北地方太平洋沖地震に伴う大津波によって、広田湾と古川沼を隔てていた砂州の多くが消滅し、古川沼は海の一部となってしまった。しかしその後、古川沼の復活を願う住民らによって古川沼に津波により入ったゴミを除去し、古川沼は震災前の状態になってきている。
また、最近はシギ類や、マガモ、ホシハジロなどといった野鳥も観察されており、震災前の自然豊かな古川沼に戻りつつある。

## 陸前高田での平野の形成と古川沼
陸前高田は山が海に迫り、入り組んだ地形が続くリアス式海岸である三陸海岸の中では最大級の広さとなる沖積平野がある。陸前高田の沖積平野は、氷河期の最終氷期終了後、海水面が上昇する中で現在の広田湾内に海が広がるようになったことにより形成が開始された。最終氷期終了後しばらくはまだ広田湾は比較的狭くて浅かったため、広田湾内には気仙川などによって上流域より運ばれた砂が主に堆積した。やがて温暖な気候となった約7500年前の縄文海進の時期になると深くて大きな湾となり、現在の陸前高田市中心部に広がる平野部一帯が海となった。この頃、深くなった広田湾には主に泥が堆積した。
約5400年前になると海進は終了し、広田湾の拡大も一段落した。すると広田湾には河川の三角州性の砂が堆積するようになり、気仙川などによって広田湾の埋積が進むようになった。このようにして陸前高田市中心部の沖積平野は現在の幅約4.5キロメートルの規模にまで成長した。陸前高田市中心部の沖積平野が成長する中、古川沼は主に気仙川によって形成された沖積平野の海岸部に発達した砂丘に海が仕切られることによって、約1000年前に形成されたと考えられている。なお海岸部に発達した砂丘には江戸時代以降松の植林が進められ、景勝地として知られた高田松原が形成された。

## チリ地震津波の影響
リアス式海岸である三陸沿岸は、これまでしばしば大津波に見舞われてきた。陸前高田も天保6年（1835年）、大津波に見舞われ高田松原の松の多くが海水を被ったためその多くが枯死したが、陸前高田自体は高田松原が防潮林の役割を果たしたために被害は比較的少なかった。高田松原は天保の津波後に再植林が行なわれ、その後明治29年（1896年）の明治三陸地震津波、昭和8年（1933年）の昭和三陸地震津波でも高田松原は津波の被害を受けたが、松原が防潮林の役割を果たしたために陸前高田の被害は比較的少なかった。
昭和35年（1960年）5月24日に三陸地方沿岸を中心を襲ったチリ地震津波によって、陸前高田市は大きな被害を蒙った。広田湾に押し寄せた津波はまず気仙川を遡ったが、続いて古川沼と広田湾とを隔てる砂丘上にある高田松原の中で、標高が約1.36メートルと低く防潮林としての厚みも薄かった東部から、明治41年（1908年）に建設されていた高さ約3メートルの堤防を決壊させて古川沼へと流れ込んだ。そして古川沼に侵入した津波は沼北部の土手を乗り越え、更に川原川へと流れ込み、陸前高田市の沿岸部の低地が広く冠水することになった。
結局堤防は約140メートルに渡って決壊し、堤防の決壊部分を中心として約200メートルに渡って古川沼と海を繋ぐ水路が形成されてしまった。そのため古川沼には塩水の滞留が続き、事実上海の一部となってしまった古川沼から、潮の干満によって満潮時、陸前高田市中心部の平野部に海水が浸入して市民生活に悪影響を与えたため、6月6日に災害派遣された1500名近くの陸上自衛隊員などによる突貫工事によって、6月16日には仮堤防が海と古川沼とを遮断することに成功した。
その後、海と古川沼とを隔てる砂州上にある高田松原に、昭和35年（1960年）から昭和38年（1963年）までの間に第一線堤、そして昭和38年（1963年）から1昭和41年（1966年）までの間に第二線堤と、二本の防潮堤が整備された。第一線堤は常に波の侵食に晒されている高田松原がある砂州を守ることを目的として海岸線に設けられ、第二線堤は高田松原の背後にある農地や市街地などを津波から守ることを目的とし、高田松原の陸側にチリ地震津波時の津波波高を参考に、5.5メートルの高さの防潮堤として整備された。その後、昭和43年（1968年）には古川沼から気仙川の河口部への水路に設けられた水門の鉄製ゲートが閉じられることとなり、満潮時に海水が古川沼へ流入しないようになった。

## 防潮機能の整備と水質汚濁の進行

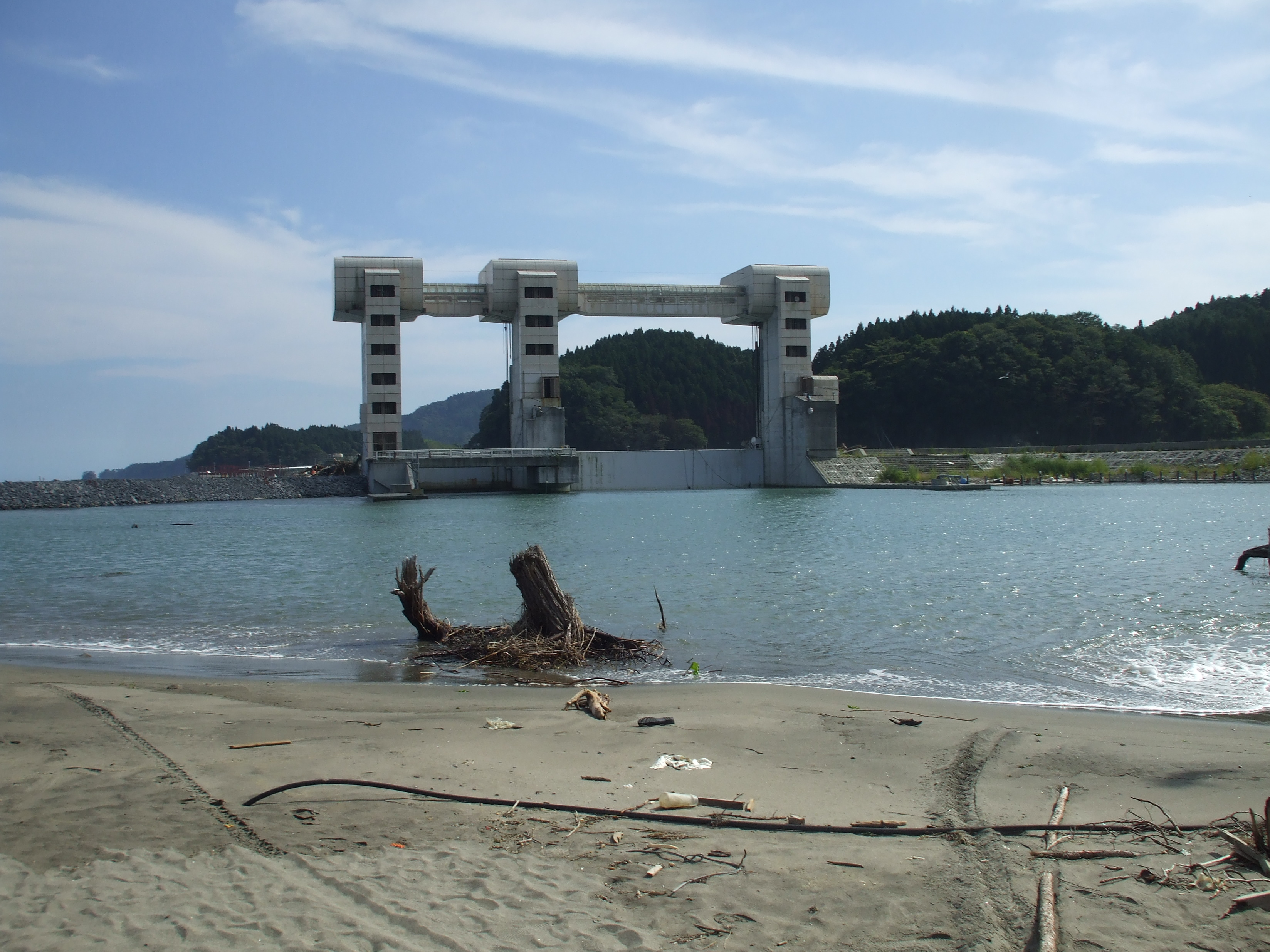
古川沼への海水の流入を止めていた川原川水門。東北地方太平洋沖地震による津波の被災後である2011年8月28日撮影。

チリ地震津波の後、津波被害を防止するために広田湾と古川沼との間にある高田松原に二本の防潮堤が建設され、更に古川沼から海への出口に当たる地点に水門が設けられ鉄製のゲートが閉じられたことによって、これまで海と古川沼との水はかなり自由に行き来していたのものが、水門の稼動後は干潮時に古川沼の水が海へ流出するのみとなり、古川沼は海から遮断された閉鎖水系となった。
海からの水の流入が止まり、閉鎖水系となった古川沼は1970年代以降、激しい水質汚濁に悩まされるようになった。水質の悪化の理由は古川沼が海から遮断されたこと以外にも、陸前高田市の市街化が進んだにもかかわらず浄水設備の整備が遅れ、長い間浄化されない生活排水がそのまま古川沼に流れ込んだことが大きかった。古川沼の水質汚濁は急速に深刻化し、しばしば赤潮が発生し、湖底にはヘドロが厚く堆積するようになり、かつてシジミが採れ湖水浴も行なわれていた古川沼は、悪臭が漂う汚染が著しく進行した沼となってしまった。

## 浄化への努力
汚染が進行した古川沼の浄化を願った陸前高田市民によって、昭和57年（1982年）12月に「古川沼をきれいにする会」が結成された。古川沼をきれいにする会では、沼のクリーン作戦や無リン洗剤の普及を狙った廃油利用の洗剤作りの講習会を開催するなど、市民によって古川沼の浄化に対する取り組みが開始された。会の結成時点、古川沼は4-5メートルという水深の深い部分にはヘドロが約2メートル堆積するという深刻な汚染状況であった。
昭和59年（1984年）には古川沼の雑排水浄化施設事業が開始され、昭和60年（1985年）、古川沼はリンの規制湖沼に指定された。そして昭和62年（1987年）には活性汚泥法によるヘドロの除去実験が開始された。
昭和63年（1988年）には古川沼は県管理の二級河川である川原川水域に指定された。平成4年（1992年）3月から川原川河川浄化事業が開始され、岩手県によって平成5年（1993年）度から古川沼のヘドロ浚渫事業が開始されるなど、古川沼の浄化が長期継続事業として取り組まれるようになった。同じく平成5年度には「清流ルネッサンス21」対象箇所に選ばれ、岩手県・陸前高田市・市民団体によって「清流ルネッサンス21川原川地域協議会」が結成され、県、市、市民団体による古川沼浄化に取り組む体制が固められた。
平成10年（1998年）12月から、古川沼と海とを隔てていた川原川水門が開放され、再び古川沼へ海水が流入するようになり、湖水の汽水化が進められた。そして平成11年（1999年）4月から陸前高田市の市街地で公共下水道の使用が開始され、古川沼湖底のヘドロの浚渫事業は平成13年（2001年）度まで続けられた。市民ボランティアによる古川沼周囲の清掃活動や生活排水対策として流し台への水切り袋の配布など、「古川沼をきれいにする会」の活動も継続され、古川沼の水質は環境基準（湖沼B類型）の基準を満たすまでに改善され、一時ほとんど見られなくなった水鳥の姿も再び見られるようになった。そして平成21年度にはヤマトシジミの放流も試みられるなど、かつての古川沼の環境を取り戻す努力が続けられていた。

## 古川沼の湖成層と過去の津波の痕跡
砂州によって海と隔てられた潟湖である古川沼は、普段は海からある程度遮断された環境にあるが、津波時には堆積物が運ばれ、保存されやすい環境にあると考えられる。そのため歴史上多くの津波によって大きな被害を受けてきた三陸沿岸に、過去どのような津波が押し寄せてきたのかを調査するために、平成18年（2006年）度から20年（2008年）度にかけて、古川沼周辺で過去の津波による堆積物についての調査が実施された。
その結果、昭和35年（1960年）のチリ地震津波によるものと考えられる津波堆積物が検出された。そして昭和8年（1933年）の昭和三陸地震の津波ないし明治29年（1896年）の明治三陸地震による津波、そして慶長16年（1611年）の慶長三陸地震時の津波の可能性がある堆積物も確認された。しかし貞観11年（869年）の貞観地震による津波堆積物は確認されなかった。そこで平成21年（2009年）度は採集された試料の中でも年代が古い下部に絞り、資料の年代測定を実施したが、やはり貞観地震によると考えられる津波堆積物は確認されなかった。そのため陸前高田では貞観地震の津波は陸上に達しなかった可能性が指摘されている。

## 東北地方太平洋沖地震による消滅と再生

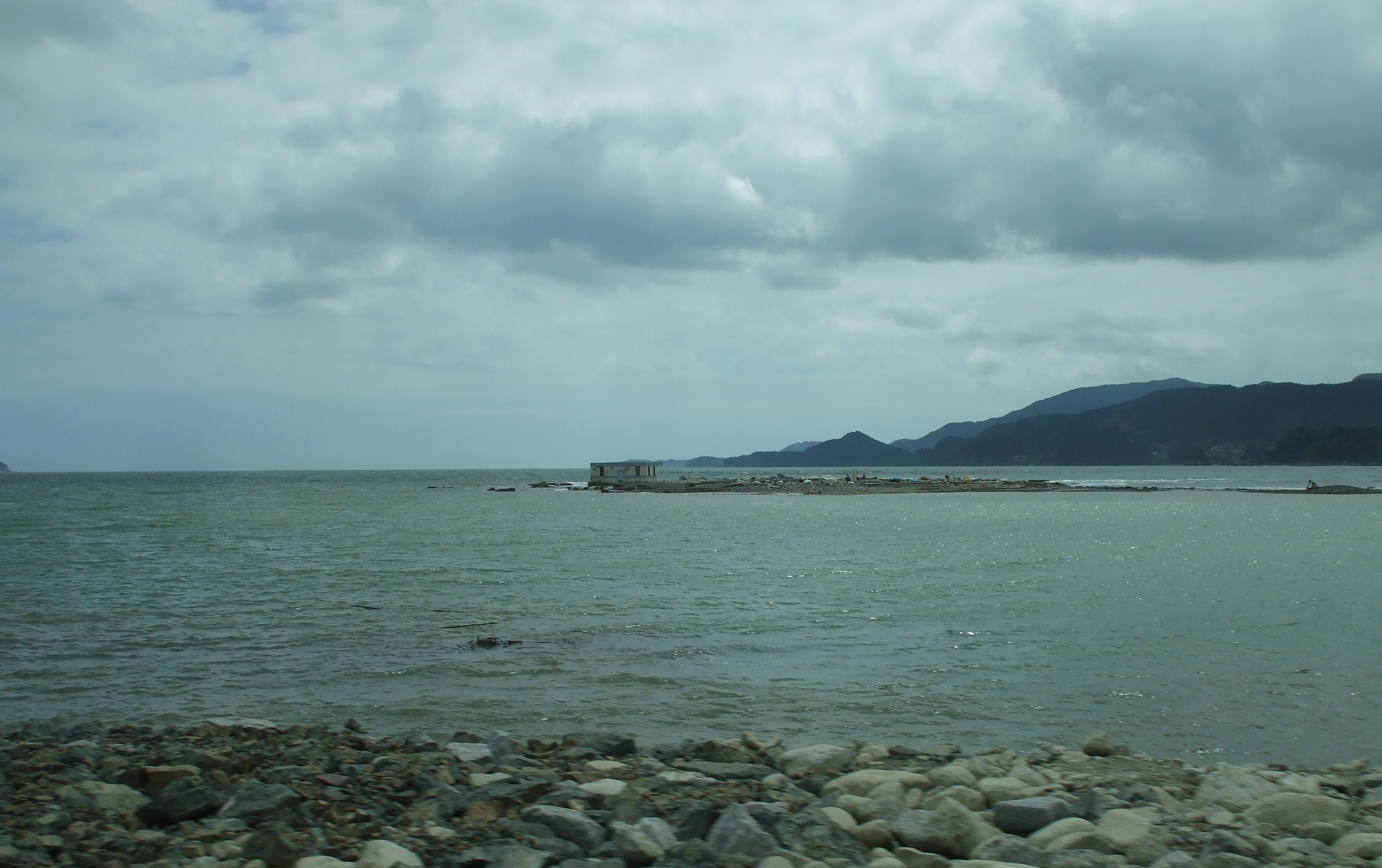
かつて古川沼があった付近を国道45号線から撮影。沖合いに見える砂州には、東北地方太平洋沖地震以前は高田松原があった。

チリ地震津波による被害を受けて、防潮機能の強化が進められた高田松原と古川沼であったが、平成23年（2011年）3月11日に発生した東北地方太平洋沖地震に伴う津波によって高田松原は壊滅的な被害を蒙った。波高10メートルを越える津波は二本の防潮堤を破壊し、高田松原が形成されていた砂州自体、多くの部分が海に没してしまった。その結果、古川沼は広い範囲で海と繋がり事実上海の一部となってしまった。
しかしながら、2013年3月より開始された高田松原の海岸災害復旧工事(2016年12月完成)及び2016年より始まった海岸砂浜再生事業(2019年完了)により高田松原の再生が成り、それにより気仙川河口付近の水門の少し上流で川に繋がる形で古川沼は再生されている。
川へと繋がる水路はかつて古川沼が広田湾と繋がっていた当時の旧流入域に造られているが、気仙川河口付近では水門よりも上流で繋げるためにその部分だけは新たに掘削されている。またかつての古川沼の北東側に当たる、過去に沼があった所も再び古川沼として再生されている。